# Paris Saint-Germain Football Club 2012-2013
Questa voce raccoglie le informazioni riguardanti il Paris Saint-Germain Football Club nelle competizioni ufficiali della stagione 2012-2013.

## Stagione
Il Paris Saint-Germain conferma la tendenza ad acquisti nel campionato italiano, assicurandosi dal Milan Thiago Silva, già capitano del Brasile e Zlatan Ibrahimović, miglior marcatore dell'ultimo torneo. Inoltre, vengono acquistati anche Marco Verratti dal Pescara, Ezequiel Lavezzi dal Napoli e Gregory van der Wiel dall'Ajax.
L'undici della capitale transalpina, al debutto in Champions League, vince il proprio girone. Buono anche il cammino in Ligue 1, con un'altra stagione di lotta per il titolo.
L'avventura in coppa prosegue eliminando il Valencia negli ottavi, ma nei quarti è il Barcellona a fermare i parigini. Non sfugge comunque la vittoria del campionato, la prima dopo 19 anni.

## Maglie e sponsor
Vengono confermati sia lo sponsor tecnico (Nike), in uso dal 1989, sia quello ufficiale (Fly Emirates), in uso dal 2006.
| Casa | Trasferta | Terza divisa |  |

| 1ª div. portieri | 2ª div. portieri | 3ª div. portieri | 4ª div. portieri | 5ª div. portieri |  |

## Rosa
La rosa e la numerazione sono aggiornate al 31 gennaio 2013.
| N. |                           | Ruolo | Calciatore              |
| -- | ------------------------- | ----- | ----------------------- |
| 1  | Francia (bandiera)        | P     | Nicolas Douchez         |
| 2  | Brasile (bandiera)        | D     | Thiago Silva (capitano) |
| 3  | Francia (bandiera)        | D     | Mamadou Sakho           |
| 4  | Mali (bandiera)           | C     | Mohamed Sissoko         |
| 5  | Costa d'Avorio (bandiera) | D     | Siaka Tiéné             |
| 6  | Francia (bandiera)        | D     | Zoumana Camara          |
| 7  | Francia (bandiera)        | C     | Jérémy Ménez            |
| 8  | Francia (bandiera)        | A     | Péguy Luyindula         |
| 9  | Francia (bandiera)        | A     | Guillaume Hoarau        |
| 10 | Brasile (bandiera)        | C     | Nenê                    |
| 10 | Svezia (bandiera)         | A     | Zlatan Ibrahimović      |
| 11 | Argentina (bandiera)      | A     | Ezequiel Lavezzi        |
| 12 | Francia (bandiera)        | C     | Mathieu Bodmer          |
| 13 | Brasile (bandiera)        | D     | Alex                    |
| 14 | Francia (bandiera)        | C     | Blaise Matuidi          |
| 15 | Uruguay (bandiera)        | D     | Diego Lugano            |

| N. |                        | Ruolo | Calciatore           |
| -- | ---------------------- | ----- | -------------------- |
| 16 | Francia (bandiera)     | P     | Alphonse Areola      |
| 17 | Brasile (bandiera)     | D     | Maxwell              |
| 19 | Francia (bandiera)     | A     | Kevin Gameiro        |
| 20 | Francia (bandiera)     | C     | Clément Chantôme     |
| 22 | Francia (bandiera)     | D     | Sylvain Armand       |
| 23 | Paesi Bassi (bandiera) | D     | Gregory van der Wiel |
| 24 | Italia (bandiera)      | C     | Marco Verratti       |
| 25 | Francia (bandiera)     | C     | Adrien Rabiot        |
| 26 | Francia (bandiera)     | D     | Christophe Jallet    |
| 27 | Argentina (bandiera)   | C     | Javier Pastore       |
| 28 | Italia (bandiera)      | C     | Thiago Motta         |
| 29 | Brasile (bandiera)     | C     | Lucas                |
| 30 | Italia (bandiera)      | P     | Salvatore Sirigu     |
| 32 | Inghilterra (bandiera) | C     | David Beckham        |
| 40 | Francia (bandiera)     | P     | Ronan Le Crom        |

## Calciomercato

### Sessione estiva(dall'1/7 al 31/8)
| Acquisti | Acquisti             | Acquisti      | Acquisti                |
| R.       | Nome                 | da            | Modalità                |
| -------- | -------------------- | ------------- | ----------------------- |
| D        | Loïck Landre         | Clermont Foot | fine prestito           |
| D        | Thiago Silva         | Milan         | definitivo (42 mln €)   |
| D        | Gregory van der Wiel | Ajax          | definitivo (6 mln €)    |
| C        | Marco Verratti       | Pescara       | definitivo (11 mln €)   |
| C        | Granddi N'Goyi       | Nantes        | fine prestito           |
| A        | Zlatan Ibrahimović   | Milan         | definitivo (21 mln €)   |
| A        | Ezequiel Lavezzi     | Napoli        | definitivo (30,8 mln €) |
| A        | Jean-Eudes Maurice   | Lens          | fine prestito           |
| A        | Éverton Santos       | Seongnam      | fine prestito           |

| Cessioni | Cessioni                 | Cessioni        | Cessioni   |
| R.       | Nome                     | a               | Modalità   |
| -------- | ------------------------ | --------------- | ---------- |
| D        | Ceará                    | -               | svincolato |
| D        | Milan Biševac            | Olympique Lione | definitivo |
| D        | Loïck Landre             | Gazélec Ajaccio | prestito   |
| C        | Granddi N'Goyi           | -               | svincolato |
| C        | Neeskens Kebano          | Caen            | prestito   |
| A        | Loris Arnaud             | -               | svincolato |
| A        | Éverton Santos           | -               | svincolato |
| A        | Jean-Christophe Bahebeck | Troyes          | prestito   |
| A        | Jean-Eudes Maurice       | Le Mans         | prestito   |

### Sessione invernale(dall'1/1 al 31/1)
| Acquisti | Acquisti      | Acquisti  | Acquisti                  |
| R.       | Nome          | a         | Modalità                  |
| -------- | ------------- | --------- | ------------------------- |
| C        | David Beckham | -         | svincolato                |
| C        | Lucas         | San Paolo | definitivo (40 milioni €) |

| Partenze | Partenze         | Partenze      | Partenze   |
| R.       | Nome             | a             | Modalità   |
| -------- | ---------------- | ------------- | ---------- |
| D        | Diego Lugano     | Malaga        | prestito   |
| C        | Mathieu Bodmer   | Saint-Étienne | prestito   |
| C        | Nenê             | Al-Gharafa    | svincolato |
| C        | Adrien Rabiot    | Tolosa        | prestito   |
| C        | Mohamed Sissoko  | Fiorentina    | prestito   |
| A        | Guillaume Hoarau | Dalian Aerbin | svincolato |
| A        | Péguy Luyindula  | -             | svincolato |

## Risultati

### Campionato

#### Girone di andata
| Arbitro: | Chapron |

|                        |           |                                   |
| Ibrahimović 64’, 90+1’ | Marcatori | 4’ (aut.) Maxwell 45+3’ Aliadière |

| Ajaccio 18 agosto 2012, ore 21:00 CEST 2ª giornata | Ajaccio | 0 – 0 referto | Paris Saint-Germain | Stade François Coty (10.118 spett.)\| Arbitro: \| Turpin \| |
| Arbitro:                                           | Turpin  |               |                     |                                                             |

| Parigi 25 agosto 2012, ore 21:00 CEST 3ª giornata | Paris Saint-Germain | 0 – 0 referto | Bordeaux | Parc des Princes (41.164 spett.)\| Arbitro: \| Gautier \| |
| Arbitro:                                          | Gautier             |               |          |                                                           |

| Arbitro: | Ruddy Buquet |

|             |           |                    |
| Chedjou 12’ | Marcatori | 1’ 21’ Ibrahimović |

| Arbitro: | Alexandre Castro |

|                             |           |  |
| Pastore 38’ Ibrahimović 69’ | Marcatori |  |

| Arbitro: | Ennjimi |

|  |           |                                           |
|  | Marcatori | 6’ Ménez 40’, 90’ Ibrahimović 72’ Matuidi |

| Arbitro: | Wilfried Bien |

|                  |           |  |
| Gameiro 11’, 33’ | Marcatori |  |

| Arbitro: | Chapron |

|                 |           |                      |
| Gignac 17’, 32’ | Marcatori | 23’, 25’ Ibrahimović |

| Arbitro: | Benoît Bastien |

|             |           |  |
| Gameiro 65’ | Marcatori |  |

| Arbitro: | Olivier Thual |

|  |           |                 |
|  | Marcatori | 75’ Ibrahimović |

| Arbitro: | Duhamel |

|            |           |                                 |
| Hoarau 88’ | Marcatori | 55’ (aut.) Sakho 73’ Aubameyang |

| Arbitro: | Turpin |

|             |           |             |
| Cabella 60’ | Marcatori | 37’ Maxwell |

| Arbitro: | Fredy Fautrel |

|          |           |                            |
| Nenê 21’ | Marcatori | 13’ Alessandrini 35’ Féret |

| Arbitro: | Bartolomeu Varela |

|                                              |           |  |
| Maxwell 17’ Matuidi 63’ Ibrahimović 70’, 88’ | Marcatori |  |

| Arbitro: | Ruddy Buquet |

|                           |           |                 |
| Bauthéac 76’ Eysseric 86’ | Marcatori | 82’ Ibrahimović |

| Arbitro: | Olivier Thual |

|                                                          |           |  |
| Ibrahimović 27’ Lavezzi 30’ Thiago Motta 85’ Gameiro 87’ | Marcatori |  |

| Arbitro: | Wilfried Bien |

|  |           |                                       |
|  | Marcatori | 28’, 49’, 54’ Ibrahimović 82’ Lavezzi |

| Arbitro: | Gautier |

|               |           |  |
| Matuidi 45+2’ | Marcatori |  |

| Arbitro: | Sébastien Moreira |

|  |           |                                                |
|  | Marcatori | 55’ Ibrahimović 73’ Gameiro 90+2’ (aut.) Mendy |

#### Girone di ritorno
| Parigi 11 gennaio 2013, ore 21:00 CET 20ª giornata | Paris Saint-Germain | 0 – 0 referto | Ajaccio | Parc des Princes (42.008 spett.)\| Arbitro: \| Nicolas Rainville \| |
| Arbitro:                                           | Nicolas Rainville   |               |         |                                                                     |

| Arbitro: | Lannoy |

|  |           |                 |
|  | Marcatori | 43’ Ibrahimović |

| Arbitro: | Fredy Fautrel |

|                    |           |  |
| Chedjou 68’ (aut.) | Marcatori |  |

| Arbitro: | Chapron |

|  |           |                                                       |
|  | Marcatori | 4’ Pastore 36’ Ibrahimović 70’ Sakho 73’ van der Wiel |

| Arbitro: | Olivier Thual |

|                                              |           |            |
| Ménez 53’ Ibrahimović 71’ (rig.) Lavezzi 89’ | Marcatori | 83’ Khazri |

| Arbitro: | Lionel Jaffredo |

|                                |           |                    |
| Roudet 36’ Sio 54’ Bakambu 82’ | Marcatori | 29’ Alex 76’ Sakho |

| Arbitro: | Fredy Fautrel |

|                                       |           |  |
| N'Koulou 11’ (aut.) Ibrahimović 90+1’ | Marcatori |  |

| Arbitro: | Philippe Kalt |

|                |           |  |
| Krychowiak 64’ | Marcatori |  |

| Arbitro: | Mikael Lesage |

|                      |           |               |
| Ibrahimović 59’, 62’ | Marcatori | 36’ Moukandjo |

| Arbitro: | Gautier |

|                           |           |                                   |
| Alex 37’ (aut.) Clerc 72’ | Marcatori | 9’ Pastore 19’ (rig.) Ibrahimović |

| Arbitro: | Wilfried Bien |

|             |           |  |
| Gameiro 80’ | Marcatori |  |

| Arbitro: | Said Ennjimi |

|  |           |                             |
|  | Marcatori | 56’ Ménez 90+3’ Ibrahimović |

| Arbitro: | Benoît Bastien |

|  |           |             |
|  | Marcatori | 65’ Matuidi |

| Arbitro: | Chapron |

|                                               |           |  |
| Ménez 10’ Ibrahimović 65’ (rig.) Chantôme 88’ | Marcatori |  |

| Arbitro: | Olivier Thual |

|  |           |             |
|  | Marcatori | 50’ Pastore |

| Arbitro: | Alexandre Castro |

|          |           |           |
| Alex 82’ | Marcatori | 17’ Danic |

| Arbitro: | Lannoy |

|  |           |           |
|  | Marcatori | 53’ Ménez |

| Arbitro: | Ruddy Buquet |

|                                 |           |              |
| Ibrahimović 5’, 36’ Matuidi 31’ | Marcatori | 81’ Benschop |

| Arbitro: | Benoît Bastien |

|                   |           |                                  |
| Le Lan 84’ (rig.) | Marcatori | 50’ Ibrahimović 62’, 65’ Gameiro |

### Coppa di Lega
| Arbitro: | Gautier |

|                                   |           |  |
| Thiago Silva 29’ (rig.) Ménez 50’ | Marcatori |  |

| Arbitro: | Lionel Jaffredo |

|                                          |                      |                                      |
| Cohade Ghoulam Brandão Perrin Aubameyang | Tiri di rigore 5 – 3 | Ibrahimović Nenê Thiago Silva Armand |

### Coppa di Francia
| Arbitro: | Mikael Lesage |

|                                        |           |                                        |
| Aït Bouhou 26’ Desprès 52’ Bernard 83’ | Marcatori | 7’, 68’ Lavezzi 10’ Matuidi 40’ Camara |

| Arbitro: | Duhamel |

|                                    |           |             |
| Gameiro 8’ Pastore 48’ Lavezzi 66’ | Marcatori | 18’ Tabanou |

| Arbitro: | Lannoy |

|                             |           |  |
| Ibrahimović 34’, 64’ (rig.) | Marcatori |  |

| Arbitro: | Gautier |

|                              |                      |                                  |
| Khelifa 43’                  | Marcatori            | 8’ Pastore                       |
| Sorlin Sagbo Khelifa Barbosa | Tiri di rigore 4 – 1 | Ibrahimović Thiago Silva Lavezzi |

### Champions League

#### Fase a gironi
| Arbitro: | Kuipers |

|                                                                |           |            |
| Ibrahimović 19’ (rig.) Thiago Silva 29’ Alex 32’ Pastore 90+1’ | Marcatori | 87’ Veloso |

| Arbitro: | Webb |

|               |           |  |
| Rodríguez 83’ | Marcatori |  |

| Arbitro: | Aydinus |

|  |           |                           |
|  | Marcatori | 33’ Ibrahimović 43’ Ménez |

| Arbitro: | Gil |

|                                           |           |  |
| Alex 16’ Matuidi 61’ Ménez 65’ Hoarau 80’ | Marcatori |  |

| Arbitro: | Stark |

|  |           |                  |
|  | Marcatori | 45’, 52’ Lavezzi |

| Arbitro: | Thomson |

|                              |           |              |
| Thiago Silva 29’ Lavezzi 61’ | Marcatori | 33’ Martínez |

#### Fase ad eliminazione diretta
| Arbitro: | Tagliavento |

|          |           |                         |
| Rami 90’ | Marcatori | 10’ Lavezzi 43’ Pastore |

| Arbitro: | Mazic |

|             |           |           |
| Lavezzi 66’ | Marcatori | 55’ Jonas |

| Arbitro: | Stark |

|                               |           |                           |
| Ibrahimović 79’ Matuidi 90+4’ | Marcatori | 38’ Messi 89’ (rig.) Xavi |

| Arbitro: | Kuipers |

|           |           |             |
| Pedro 71’ | Marcatori | 50’ Pastore |